# Papp József (tanár)
Papp József (Sikátor, 1859. március 29. – Sopron, 1928. november 22.) evangélikus tanítóképzőintézeti tanár.

## Élete
Papp János és Szabó Zsuzsánna földművelő szülők fia. 1871-ben a győri evangélikus algimnáziumban kezdte középiskolai tanulását; mellékesen Turcsányi Adolftól a kézi rajzolásban nyert oktatást. Győrből a soproni evangélikus tanitóképzőbe iratkozott be és mint jeles tanuló ingyenes ellátást nyert. 1878-ban bevégezte a tanítóképzőt; ekkor a csöngei (Vas megye) evangélikus egyházban tanítói állást vállalt, egyszersmind két birtokos család gyermekeinek házi tanítója volt. 1879-ben a budapesti pedagógiumba ment, ahol 1881-ben a nyelv- és történelmi tárgyakból vizsgát tett, és szeptemberben a nagyrőcei államilag segélyezett polgári iskolához nevezték ki tanárnak, két év múlva a dunántúli evangélikus egyházkerület hívta meg a soproni tanítóképzőbe rendes tanárnak, ahol 1883. szeptember 1-jén foglalta el állását.

## Munkái
- Ábéce és olvasókönyv az evang. népiskola I. osztálya számára. Budapest, 1886. (Kapi Gyulával együtt. 7. kiadás. Uo. 1903.).
- Képes Olvasókönyv az ev. népiskola II. III. osztálya számára. Uo. 1886. (Prot. Népisk. Könyvek Tára. III. Bakó Sámuel és Kapi Gyulával együtt. 2. kiadás 1890. Ism. Prot. Egyh. és Isk. Lap 1889. 4. k. 1894., 5. k. 1896., 6. képes k. 1898., 8. k. 1903. Uo.).
- Magyar tan- és olvasókönyv ipariskolák számára. Jausz György hasonnemű német nyelven írt munkája után ... Sopron, 1886. (Posch Lajossal együtt. Ism. Népnevelők Lapja 1885. 29. sz.)
- Olvasó és tankönyv az evang. népiskola IV-VI. osztálya számára. Uo. 1889. (Kapi Gyulával együtt. Ism. Prot. Egyh. és Isk. Lap. 2. jav. kiadás 1890. 5. k. 1897. 8. k. 1903. Uo.). Mind a három a dunántúli ág. h. evang. egyházkerület által elfogadott és ajánlott kézikönyvek.
- Lakóhelyismertetés és Sopronmegye földrajza a népiskolák III. osztálya számára. Sopronmegye térképével és a szöveg közé nyomott 16 képpel. Pozsony, 1893.
- A soproni evang. tanítóképző-intézet gyakorló iskolájának szervezete és részletes tanmenetei. Sopron, 1889. (Kapi Gyulával együtt.)

Megindította és szerkesztette Kapi Gyulával az Evangelikus Népiskola c. havi folyóiratot 1889-től három évig; azután annak szerkesztését és kiadását maga vállalta el és szerkesztette Sopronban.